# Planeta imaginari
Planeta Imaginari va ser un programa infantil-juvenil de televisió produït per TVE Catalunya, als estudis de Sant Cugat del Vallès, dirigit per Miquel Obiols que es va començar a emetre per primera vegada els dissabtes de matí el 1983, al circuit català de TVE.
El 1984 va saltar a la primera cadena de Televisió Espanyola, els dilluns a la tarda, on va romandre fins a l'any 1986. Els primers episodis es van emetre doblats del català i després es van realitzar directament en castellà.
La protagonista/conductora del programa era Flip, una noia que vivia acompanyada d'en Muc, el seu amic invisible, al Planeta Imaginari i, eventualment, amb el Maletí (un noi de la seva mateixa edat). Dormia en un llit de metacrilat transparent, la capçalera del qual canviava en cada programa, igual com la superfície del seu planeta, que era completament blanc amb uns volums cúbics, que simbolitzaven el relleu, que també canviaven en cada episodi.
El programa l'animaven les fantàstiques visites que rebia el planeta i que interaccionaven amb Flip, com ara personatges de contes, malabaristes, titelles, conta-contes, músics, mims, etc.
La sintonia del programa era una versió del japonès Isao Tomita sobre l'Arabesque núm. 1 per a piano del compositor francès Claude Debussy.

## Repartiment
- Teresa Soler (Flip)[2]
- Josep Maria Gimeno (Maletí)[2]
- Manel Barceló (prof. Otto Lidenbrok)
- Vol-Ras (pallassos)
- Santi Arisa (astronautes)
- Marta Angelat (veu lluna)
- Guillem Cifré (còmic)
- Llorenç Miquel (Lluna de Méliès)
- La Fira Creatures (Laura Rispa i Toni Barberan) (Titelles de fils i contes amb diverses tècniques)